# Geum riojense
Geum riojense är en rosväxtart som beskrevs av Carl August Bolle. Geum riojense ingår i släktet nejlikrotsläktet, och familjen rosväxter. Inga underarter finns listade i Catalogue of Life.